# The School Teacher and the Waif
The School Teacher and the Waif é um filme mudo norte-americano de 1912, do gênero drama, dirigido por D. W. Griffith e estrelado por Mary Pickford. Impressões do filme existem na Biblioteca do Congresso e na Mary Pickford Foundation.